# Viva! Hysteria
| Recensione | Giudizio |
| ---------- | -------- |
| AllMusic   |          |

Viva! Hysteria è un doppio album dal vivo del gruppo musicale britannico Def Leppard, pubblicato il 22 ottobre 2013 dalla Frontiers Records. L'album è stato registrato durante la residenza del gruppo presso l'Hard Rock Hotel & Casino di Paradise, dal 22 marzo al 10 aprile 2013, occasione in cui la band ha eseguito ogni sera per intero il suo album più famoso, Hysteria del 1987.
Il primo disco contiene l'album Hysteria suonato nella sua interezza, seguito da un bis contenente le hit Rock of Ages e Photograph estratte dall'album Pyromania del 1983. Il secondo disco presenta una selezione di brani meno famosi, molti dei quali non venivano presentati dal vivo da diversi anni. La band li ha eseguiti sotto il nome di "Ded Flatbird" (ironicamente battezzata dal cantante Joe Elliott come "la più grande cover band al mondo dei Def Leppard") in apertura dello show, prima dell'esecuzione dell'album Hysteria. Le tracce 1-8 hanno fatto d'apertura alla serata del 29 marzo (tuttavia è stata esclusa la quinta traccia suonata quella notte, When Love & Hate Collide). Le tracce 9-15 hanno invece fatto d'apertura alla serata seguente, il 30 marzo, e si contraddistinguono in quanto formano tutta la prima parte dell'album High 'n' Dry del 1981.

## Tracce
Tutte le tracce sono firmate da Steve Clark, Phil Collen, Joe Elliott, Mutt Lange e Rick Savage (eccetto dove indicato).

### Disco 1
1. Women – 6:11 – dall'album Hysteria, 1987
2. Rocket – 6:09 – dall'album Hysteria, 1987
3. Animal – 4:07 – dall'album Hysteria, 1987
4. Love Bites – 6:08 – dall'album Hysteria, 1987
5. Pour Some Sugar on Me – 4:32 – dall'album Hysteria, 1987
6. Armageddon It – 5:26 – dall'album Hysteria, 1987
7. Gods of War' – 7:14 – dall'album Hysteria, 1987
8. Don't Shoot Shotgun – 4:33 – dall'album Hysteria, 1987
9. Run Riot – 4:49 – dall'album Hysteria, 1987
10. Hysteria – 5:59 – dall'album Hysteria, 1987
11. Excitable – 4:37 – dall'album Hysteria, 1987
12. Love and Affection – 6:17 – dall'album Hysteria, 1987
13. Rock of Ages – 4:15 (Clark, Lange, Elliott) – dall'album Pyromania, 1983
14. Photograph – 6:13 (Clark, Pete Willis, Savage, Lange, Elliott) – dall'album Pyromania, 1983

### Disco 2
1. Good Morning Freedom – 3:36 (Elliott, Clark, Savage) – lato B del singolo Hello America, 1980
2. Wasted – 3:44 (Clark, Elliott) – dall'album On Through the Night, 1980
3. Stagefright – 3:41 (Savage, Elliott, Lange) – dall'album Pyromania, 1983
4. Mirror, Mirror (Look Into My Eyes) – 4:56 (Clark, Elliott) – dall'album High 'n' Dry, 1981
5. Action – 4:13 (Sweet) – dall'album Retro Active, 1993
6. Rock Brigade – 3:41 (Savage, Clark, Elliott) – dall'album On Through the Night, 1980
7. Undefeated – 5:24 (Elliott) – dall'album Mirrorball, 2011
8. Promises – 4:11 (Collen, Lange) – dall'album Euphoria, 1999
9. On Through the Night – 5:11 (Clark, Savage, Elliott) – dall'album High 'n' Dry, 1981
10. Slang – 2:37 (Collen, Elliott) – dall'album Slang, 1996
11. Let It Go – 6:08 (Willis, Clark, Elliott) – dall'album High 'n' Dry, 1981
12. Another Hit and Run – 5:14 (Savage, Elliott) – dall'album High 'n' Dry, 1981
13. High 'n' Dry (Saturday Night) – 3:44 (Clark, Savage, Elliott) – dall'album High 'n' Dry, 1981
14. Bringin' On the Heartbreak – 4:43 (Clark, Willis, Elliott) – dall'album High 'n' Dry, 1981
15. Switch 625 – 5:08 (Clark) – dall'album High 'n' Dry, 1981

Traccia bonus giapponese
1. Where Does Love Go When It Dies / Now / When Love & Hate Collide / Have You Ever Needed Someone So Bad / Two Steps Behind – 7:41 – Medley acustico

### DVD / Blu-ray
Il concerto è stato filmato in HD e distribuito per un breve periodo in cinema selezionati in tutto il mondo, prima di venire pubblicato in DVD e Blu-ray. Il video racchiude la stessa lista tracce del doppio CD, in un unico disco. La differenza principale è che le tracce del disco 1 rappresentano il film originale, mentre le tracce del disco 2 sono inserite come contenuto bonus assieme al Medley acustico.

## Edizioni
Viva! Hysteria è stato pubblicato nei seguenti formati:
- 2CD + DVD (Special Deluxe Edition)
- Blu-ray
- 2CD + Blu-ray (solo su Best Buy)
- Download digitale

## Formazione
- Joe Elliott – voce
- Phil Collen – chitarre
- Vivian Campbell – chitarre
- Rick Savage – basso
- Rick Allen – batteria

## Classifiche
| Classifica (2013)          | Posizione massima |
| -------------------------- | ----------------- |
| Belgio (Fiandre)           | 166               |
| Belgio (Vallonia)          | 81                |
| Canada                     | 28                |
| Francia                    | 149               |
| Germania                   | 28                |
| Regno Unito                | 73                |
| Regno Unito (rock & metal) | 6                 |
| Stati Uniti                | 24                |
| Stati Uniti (hard rock)    | 4                 |
| Stati Uniti (independent)  | 3                 |
| Stati Uniti (rock)         | 9                 |
| Svizzera                   | 83                |